# British Army vs. Royal Navy
British Army vs. Royal Navy (en español: Ejército británico vs. Marina Real) es un evento anual de rugby, masculino y femenino, entre los equipos del Army Rugby Union y la Royal Navy Rugby Union. Inició en 1907, consiste en un partido de cada sexo y se juegan en el Estadio de Twickenham a inicios de diciembre.
Inspirado en el clásico Army-Navy estadounidense, el evento solo se interrumpió por las dos Guerras Mundiales y la Pandemia de COVID-19. Integra al Torneo Inter-servicios, donde ambos enfrentan a la Royal Air Force Rugby Union (el equipo de la Real Fuerza Aérea).

## Historia
Tradicionalmente, el partido de la Armada del Ejército se ha jugado en la segunda mitad de la temporada nacional, pero en la temporada 1907/1908 se jugó en diciembre y, debido a esta anomalía, en el año calendario 1908 no se jugó un partido de la Armada del Ejército, pero jugaron entre sí dos veces. en 1907.
No volvió a jugarse hasta 1907, cuando ambos equipos imitaron el partido de fútbol americano entre los Army Black Knights y los Navy Midshipmen, siguiendo el antecedente de 30 años atrás. El partido de 1907 se jugó en junio y luego en diciembre, desde entonces se disputa ese mes, siendo la única ocasión que hubo dos enfrentamientos el mismo año. Por ese motivo, en 1908 no se jugó ninguno.
El partido de 1907 se jugó en junio y luego en diciembre, desde entonces se disputa ese mes, siendo la única ocasión que hubo dos enfrentamientos el mismo año. Por ese motivo, en 1908 no se jugó ninguno.
En 2017 se logró el récord de asistencia cuando una multitud de 81.577 espectadores, incluido el príncipe Enrique de Sussex, presenció el partido.

## Protagonistas
La versión completa del informe de Broad Arrow parece sugerir que se usó la cita correcta de 'Forzar el paso del estrecho'.
| Ejército | Empates                    | Marina |
| (62) | (4)                        | (35) |
| --- | -------------------------- | --- |
| 1911 1914 1924 <br /> 1925 1926 1928 <br /> 1929 1930 1932 <br /> 1933 1934 1935 <br /> 1936 1937 1946 <br /> 1947 1949 1950 <br /> 1952 1953 1956 <br /> 1957 1960 1962 <br /> 1963 1964 1965 <br /> 1967 1968 1972 <br /> 1976 1979 1982 <br /> 1983 1984 1985 <br /> 1988 1989 1990 <br /> 1991 1992 1993 <br /> 1994 1997 1998 <br /> 1999 2000 2002 <br /> 2003 2004 2005 <br /> 2006 2007 2008 <br /> 2009 2011 2012 <br /> 2013 2014 2015 <br /> 2017 2018 | 1939 1969 1980 <br /> 2016 | 1878 1907 1907 1909 1910 1912 <br /> 1913 1920 1921 <br /> 1922 1923 1927 <br /> 1931 1938 1948 <br /> 1951 1954 1955 <br /> 1958 1959 1961 <br /> 1966 1970 1971 <br /> 1973 1974 1975 <br /> 1977 1978 1981 <br /> 1986 1987 1995 <br /> 1996 2001 2010 |

La Army Rugby Union se formó en 1906, mientras que la fecha exacta de formación de la Royal Navy Rugby Union está en duda, pero es probable que haya sido hacia fines de 1907, después del primer partido oficial Army vs Navy. Febrero de 1907 fue cuando se jugó el primer partido organizado por los dos Servicios de manera formal, con el Surg Lt George Levick RN actuando como Secretario del Partido. El partido se llevó a cabo en el Queen's Club, West Kensington y fue ganado por los Oficiales de la Royal Navy 15-14. El partido se jugó en el Queen's Club hasta 1914. Después de la Primera Guerra Mundial, el primer partido fue organizado por Twickenham en 1920 y el juego se ha jugado allí desde entonces.
En el primer partido de 1878 el Ejército jugó de blanco. La Marina siempre ha jugado con camisetas azules, aunque en 1955 sus pantalones cortos eran blancos.
Los primeros ocho partidos se jugaron en el Queen's Club. Actualmente, los 101 partidos han resultado en 62 victorias del Ejército, 35 victorias de la Armada y 4 empates, que incluye el emocionante empate 29-29 en 2016. La Royal Navy ganó el primer partido en 1907, pero el Ejército ganó los otros partidos de aniversario. El 7 de marzo de 1936 el Ejército ganó el partido 25 12-3, en 1967 ganó el partido 50 6-3, en 1992 ganó el partido 75 16-9 y en 2017 ganó el partido 100 29-20

## Campeonato Inter fuerzas
En 1920 se creó la competencia Tri-Service, para incluir a la recién formada Real Fuerza Aérea (RAF). Sin embargo, la gran rivalidad entre el Ejército y la Marina ha continuado y su partido, que ahora se lleva a cabo en el Estadio de Twickenham, sigue siendo el punto culminante de la competencia anual de rugby entre las fuerzas armadas.
2010 y 2020 son las únicas ocasiones en que no se ha llevado a cabo un partido entre servicios por un motivo aparte de la Guerra Mundial. El partido de la RAF contra el Ejército se canceló porque este último quedó varado en Sudáfrica, donde se encontraba de gira, debido a las interrupciones de vuelo causadas por la Erupción del Eyjafjallajökull de 2010. En 2020 los tres partidos del Inter Service fueron cancelados debido a las restricciones impuestas por la Pandemia de COVID-19 en el Reino Unido.

## Mujeres
Desde 2003 las mujeres de las tres Fuerzas Armadas han formado sus propios equipos y han estado compitiendo en una competencia anual de rugby femenino. Antes de esto, la Royal Air Force Women había jugado contra la Royal Navy en 2002, ganando 18-5. En 2019 la RAF ganó su primer título entre servicios, poniendo fin a la racha invicta de 32 títulos del ejército.
En 2022 el partido se trasladó al estadio de Twickenham y fue la primera vez que ambos equipos jugaron en el mismo lugar.
| Año     | Campeón                                | Puntuación Ejército - Armada           | Ejército - puntuación de la RAF        | Armada - puntuación de la RAF          |
| ------- | -------------------------------------- | -------------------------------------- | -------------------------------------- | -------------------------------------- |
| 2003    | Ejército                               | 35-5                                   | Desconocido                            | Desconocido                            |
| 2004    | Ejército                               | 39-3                                   | 17-3                                   | 7-5                                    |
| 2005    | Ejército                               | 61-5                                   | 34-0                                   | 10-5                                   |
| 2006    | Ejército                               | 47-7                                   | 38-0                                   | 13-5                                   |
| 2007    | Ejército                               | 36-3                                   | 36-0                                   | 17-10                                  |
| 2008    | Ejército                               | 75-0                                   | 56-0                                   | 23-10                                  |
| 2009    | Ejército                               | 60-0                                   | 72-0                                   | 36-0                                   |
| 2010    | Ejército                               | 25-11                                  | 35-12                                  | 14-11                                  |
| 2011    | Ejército                               | 52 - 0                                 | 44-10                                  | 26-0                                   |
| 2012    | Ejército                               | 41-5                                   | 24-7                                   | 7-5                                    |
| 2013    | Ejército                               | 54-12                                  | 62-0                                   | 10-3                                   |
| 2014    | Ejército                               | 64-0                                   | 93-3                                   | 17-6                                   |
| 2015    | Ejército                               | 65-0                                   | 51-10                                  | 55-15                                  |
| 2016    | Ejército                               | 74-0                                   | 29-7                                   | 47-0                                   |
| 2017    | Ejército                               | 95-0                                   | 35-26                                  | 72-0                                   |
| 2018    | Ejército                               | 72-3                                   | 10-0                                   | 53-3                                   |
| 2019    | Royal Air Force                        | 48-3                                   | 23-14                                  | 67-3                                   |
| 2020-21 | No se jugaron partidos por el COVID-19 | No se jugaron partidos por el COVID-19 | No se jugaron partidos por el COVID-19 | No se jugaron partidos por el COVID-19 |
| 2022    | Ejército                               | 68-0                                   | 24-10                                  | 32-15                                  |